# فيرنر يان
فيرنر يان (بالألمانية: Werner Jahn)‏ (و. 1956  م) هو لاعب هوكي الجليد ألماني، مركز لعبه هو مدافع ‏.

## روابط خارجية
- فيرنر يان على موقع EliteProspects.com (الإنجليزية)
- فيرنر يان على موقع Eurohockey.com (الإنجليزية)
- فيرنر يان على موقع HockeyDB.com (الإنجليزية)